# 원주중학교
원주중학교(原州中學校)는 대한민국 강원특별자치도 원주시 단구동에 있는 공립 중학교이다.

## 학교 연혁
- 1948년 9월 30일 : 원주공립초급학교(4년제, 8학급) 설립 인가
- 1948년 11월 3일 : 본교 개교
- 1948년 12월 5일 : 제1대 이중연 교장 취임
- 1951년 9월 1일 : 원주중학교(3년제) 개편 및 개명
- 1952년 3월 31일 : 제1회 졸업식(266명)
- 1952년 8월 25일 : 현 교사부지로 이전
- 1970년 7월 1일 : 원주중 야구부 창단
- 1982년 8월 18일 : 현 교사동 신축
- 2014년 12월 31일 : 야구부 훈련장 및 합숙소 신축
- 2015년 2월 28일 : 체육관(향목홀) 및 급식소(식생활교육관) 신축
- 2015년 3월 8일 : 원주중학교 부설 방송통신중학교 개교(3학급)
- 2018년 2월 11일 : 원주중학교부설방송통신중학교 제1회 졸업식(졸업생 89명)
- 2024년 9월 1일 : 제35대 정재성 교장 취임
- 2024년 12월 28일 : 원주중학교부설방송통신중학교 제8회 졸업식(졸업생 56명)
- 2025년 1월 9일 : 제74회 졸업식(졸업생 193명, 누계 30,140명)
- 2025년 3월 4일 : 2025학년도 입학식(입학생 173명)

## 참고 자료
- 원주중학교 - 한국교육학술정보원 학교알리미